# New York Times Building
New York Times Building – wieżowiec położony na Times Square w Nowym Jorku w Stanach Zjednoczonych o wysokości 319 m. Budynek został otwarty w 2007 i ma 52 kondygnacje. Jest dwunastym najwyższym budynkiem w Nowym Jorku, a 20. najwyższym w Stanach Zjednoczonych. Mieści się w nim redakcja "The New York Times".